# Tetra-ziekte
Tetra-ziekte is een vissenziekte waardoor de kleuren van een neontetra en kardinaaltetra erg vaal en flets worden. Op dit moment is er nog geen remedie tegen de ziekte. Als er een vermoeden is dat een vis in het aquarium deze ziekte heeft, kan deze het beste direct apart gezet worden. Om verder lijden te vermijden is euthanasie te overwegen.